# A tenger vadjai
A tenger vadjai (eredeti cím: Into the Blue) 2005-ben bemutatott amerikai akció-thriller Paul Walker, Jessica Alba, Scott Caan, Ashley Scott, Josh Brolin és James Frain főszereplésével. A film rendezője John Stockwell, forgatókönyvírója Matt Johnson.
A filmet az Amerikai Egyesült Államokban 2005. szeptember 30-án mutatták be.

## Rövid történet
Egy csapat búvár nagy bajba kerül egy drogbáróval, miután egy elsüllyedt repülőgép illegális rakományára bukkannak.

## Szereplők
| Szerep             | Színész        | Magyar hang     |
| ------------------ | -------------- | --------------- |
| Jared Cole         | Paul Walker    | Zámbori Soma    |
| Samantha Nicholson | Jessica Alba   | Szénási Kata    |
| Bryce Dunn         | Scott Caan     | Csőre Gábor     |
| Amanda Collins     | Ashley Scott   | Rudolf Teréz    |
| Derek Bates        | Josh Brolin    | Kárpáti Levente |
| Reyes              | James Frain    | Kapácsy Miklós  |
| Primo              | Tyson Beckford | Juhász Zoltán   |
| Roy                | Dwayne Adway   | Sótonyi Gábor   |
| Danny              | Javon Frazer   | N/A             |

## Médiakiadás
A tenger vadjai 2005. december 26-án jelent meg VHS-en és DVD-n, 2006. augusztus 15-én pedig Blu-rayen.

### Bevétel
A film bevételi szempontból megbukott. Az 50 millió dolláros költségvetésből készült film Észak-Amerikában mindössze 18 millió dollárt, nemzetközileg pedig 26 millió dollárt hozott. Összesen világszerte 44 millió dollárt gyűjtött.

## Filmzene
- "Good Old Days" – Ziggy Marley
- "I Will" – Holly Palmer
- "I'll Be" – O S Xperience
- "Time of Our Lives (Swiss-American Federation Remix)" – Paul van Dyk feat. Vega 4
- "Think It Matters" – Paul Haslinger & Dan di Prima
- "Clav Dub" – Rhombus
- "No Trouble" – Shawn Barry
- "Whoa Now" – Louque
- "VIP" – D Bo (produced by Rik Carey of BahaMen)
- "J.O.D.D." – Trick Daddy feat. Khia & Tampa Tony
- "Of Course Nigga You Can" – Billy Steel
- "Perique" – Louque
- "Wonderful World, Beautiful People" – Jimmy Cliff
- "Remember The times" – Abdel Wright

## Folytatás
A tenger vadjai 2. – A zátony című folytatás 2009-ben jelent meg közvetlenül DVD-n. A szereplők között szerepel Chris Carmack, Laura Vandervoort, Audrina Patridge és Mircea Monroe.